# مقدمة عائلة سيمبسون
افتتاح سلسلة الرسوم المتحركة الأمريكية عائلة سيمبسون هو من بين الافتتاحات الأكثر شعبية في التلفاز. الحلقة الأولى التي استخدمت هذه المقدمة هي الحلقة الثانية من المسلسل بعنوان «بارت العبقري».